# Германі
Ге́рмані (ест. Hermani küla) — село в Естонії, у волості Ярва повіту Ярвамаа.

## Географія
Через населений пункт проходить автошлях 2 (Таллінн — Тарту — Виру — Лугамаа), естонська частина європейського маршруту E263.

## Історія
Миза Германі (нім. Hermannshof), або Вана-Кясуконна, заснована у 18-му столітті як тваринницька ферма у складі мизи Адавере. 1798 року миза відокремлена в самостійний маєток. У 1920-х роках на території мизи засноване поселення Германі (Вана-Кясуконна) (Hermani (Vana-Käsukonna) asundus).
У процесі адміністративної реформи 1977 року село Германі було ліквідовано, а його територія відійшла до села Кясуконна.
14 вересня 2015 року село Германі відновлено з частини села Кясуконна. До 21 жовтня 2017 року населений пункт входив до складу волості Імавере.

## Топоніміка
Назва походить від імені засновника маєтку Германа Карла фон Фітінгофа (Hermann Carl von Vietinghoff).